# Tomasz Mudlaff
Tomasz Mudlaff (ur. 16 lipca 1995) – polski lekkoatleta specjalizujący się w biegach sprinterskich. 
W 2013 wszedł w skład polskiej sztafety 4 × 100 metrów, która sięgnęła po złoto mistrzostw Europy juniorów w Rieti.
Medalista halowych mistrzostw Polski juniorów. Urodzony w Domatowie. 

## Osiągnięcia
| Rok  | Impreza                     | Miejsce | Konkurencja             | Pozycja    | Wynik |
| ---- | --------------------------- | ------- | ----------------------- | ---------- | ----- |
| 2013 | Mistrzostwa Europy juniorów | Rieti   | sztafeta 4 × 100 metrów | 1. miejsce | 39,80 |
| 2014 | Mistrzostwa świata juniorów | Eugene  | sztafeta 4 × 100 metrów | eliminacje | 40,68 |

## Rekordy życiowe
- bieg na 60 metrów (hala) – 6,89 (24 stycznia 2014, Spała)
- bieg na 100 metrów – 10,78 (3 lipca 2013, Kraków)